# 布里地区阿尔芒蒂耶尔
布里地区阿尔芒蒂耶尔（法語：Armentières-en-Brie，法語發音：[aʁmɑ̃tjɛʁ ɑ̃ bʁi] ⓘ）是法国法蘭西島大區塞纳-马恩省的一个市镇，属于莫城区。 

## 地理
布里地区阿尔芒蒂耶尔（48°58'44"N, 3°1'20"E）面积7.27 平方千米，位于法国法蘭西島大區塞纳-马恩省，该省份为法国北部内陆省份，北起瓦兹省，西接埃松省、马恩河谷省、塞纳-圣但尼省和瓦兹河谷省，南至卢瓦雷省，东南接约讷省，东临马恩省和奥布省，东北接埃纳省。
与布里地区阿尔芒蒂耶尔接壤的市镇（或旧市镇、城区）包括：圣让莱德瑞莫、唐克鲁、特里尔波、马恩河畔尚日、热尔米尼莱维克、伊勒莱梅尔德斯、热涅、蒙索莱莫。

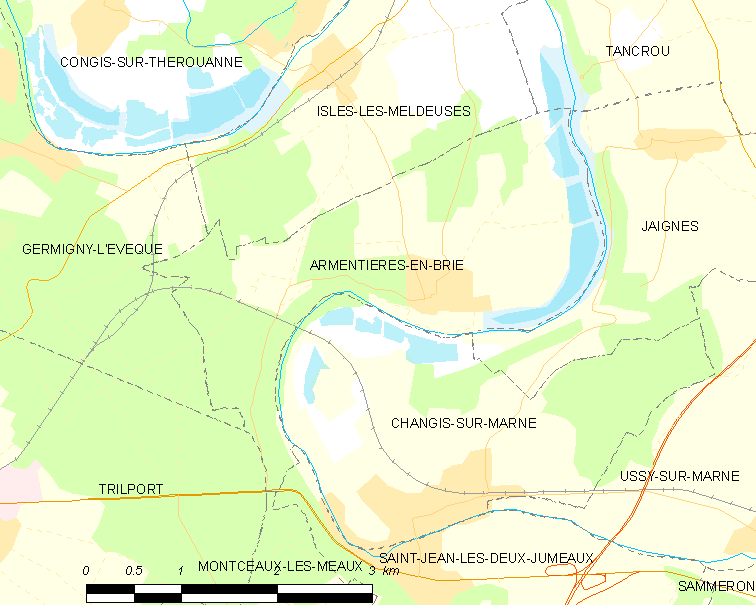
布里地区阿尔芒蒂耶尔的OSM定位图

布里地区阿尔芒蒂耶尔的时区为UTC+01:00、UTC+02:00（夏令时）。

## 行政
布里地区阿尔芒蒂耶尔的邮政编码为77440，INSEE市镇编码为77008。

## 政治
布里地区阿尔芒蒂耶尔所属的省级选区为拉费泰苏茹阿尔县。

## 人口

1962-2008年间布里地区阿尔芒蒂耶尔人口变化图示

布里地区阿尔芒蒂耶尔于2022年1月1日时的人口数量为1196人。